# 倒轉地形

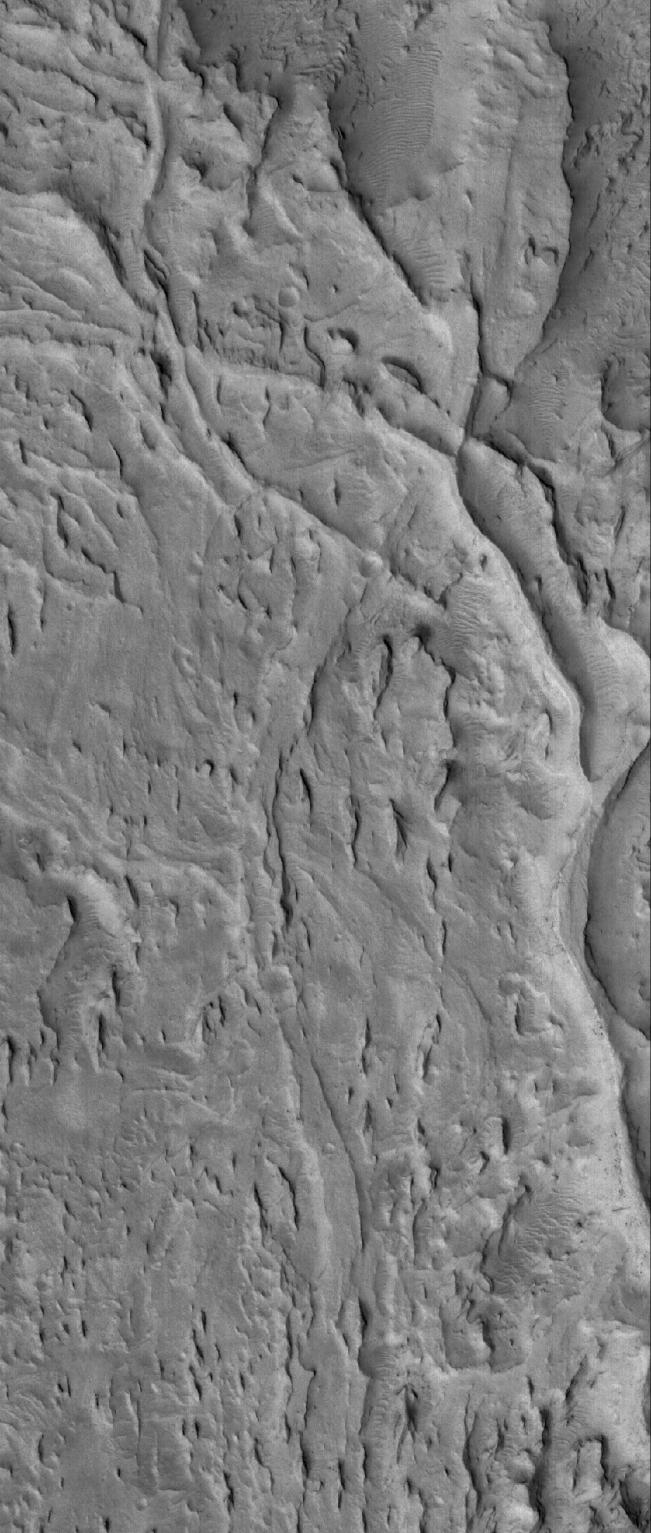
火星上的倒轉地形。這些在埃俄利斯区區的交錯和彎曲山脊曾經是冰川沉積扇內的河道。這些河道比周圍的物質更能抵抗風蝕，因此現在看起來更像山脊，而非峽谷。光源來自影像左方。影像版權：NASA/JPL/Malin Space Science Systems。

倒轉地形（Inverted relief、Inverted topography 或 topographic inversion）是指相對於其他地形之間高程倒轉的地形構造。這種地形常見於低地的地貌被熔岩或沉積物填入，使當地物質強度增加，比周圍的物質更能抵抗侵蝕作用的區域。差異侵蝕會使周圍強度較弱物質被移除，留下強度較高的物質，使原本是峽谷的區域反而在外觀上像是山脊。因此這種地形在過去也被稱為「Inverted valley」或「Inverted channel」。倒轉地形在地球或其他行星表面都可被觀測到，例如在火星已有許多典型的例子。

## 形成
以下數個過程會使較周圍低平區域變得較周圍斜坡和高地更能抵抗侵蝕：
- 首先，砾石等粗顆粒沉積物會在河床或湖底這類地勢較低區域沉積。接下來風蝕會將附近細顆粒沉積物搬運到其他地方，但是會留下較粗顆粒物質，使未被搬走的區域看起來像山丘或山脊。
- 河流作用的峽谷可能會被熔岩或凝灰岩填充沉積物之間的空隙。這將使較低地區沉積物的抗侵蝕強度高於周圍區域，使它之後較像山脊。
- 較下方的沉積物可能會因為溶於水中的礦物而發生膠結作用（英语：Cementation (geology)）。在地球上這經常在溪流中發生，結果形成硬殼層（英语：Duricrust），即成土作用中的矽結礫岩（英语：Silcrete）或鐵結礫岩（英语：Ferricrete）。造成膠結作用的礦物可以來自地下水。一般認為像河谷這樣的較低區域會使地表流水集中，讓更多的水和膠結礦物流入，造成規模更大的膠結作用[3]。再一次地，被膠結的沉積物將會有比周圍區域更能抵抗侵蝕，因而最終形成山脊或山丘[1][2]。

## 範例
地球上一個倒轉地形的典型例子就是美國加利福尼亞州图奥勒米县的桌山。多條熔岩流在1050萬年前自內華達山脈中央向西方切穿中央山谷，並填滿了一個古代的河谷。這些中新世的熔岩流以富含矽的粗面安山岩質熔岩填滿了古河道，使該區域的抗侵蝕能力高於其他中新世的粉砂岩和其他被峽谷切穿的岩石。接著差異侵蝕會留下火山岩質的類似彎曲山脊地形，而這些區域都位於更深處的受侵蝕中新世岩石上方。

## 火星上的倒轉地形
在火星上的倒轉地形外觀是蜿蜒的山脊狀，而這些倒轉的河道被認為是火星過去曾經有河流的證據。一個例子就是宮本撞擊坑，該撞擊坑於2010年時被認為是尋找生命在火星存在證據的潛在位置。
其他倒轉地形的例子請見以下影像：

### 埃俄利斯区

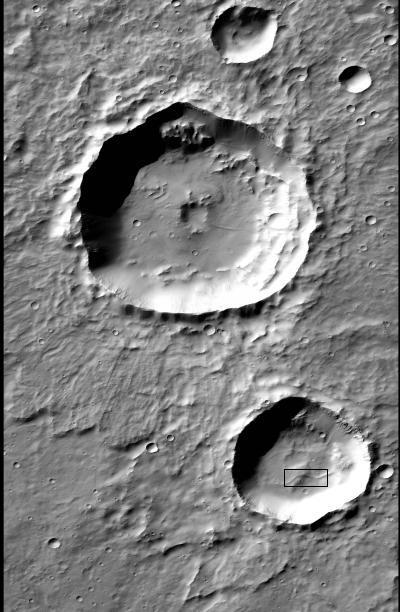
火星偵察軌道器的背景攝影機（CTX）拍攝，隕石坑內黑框是下一張影像所在位置。
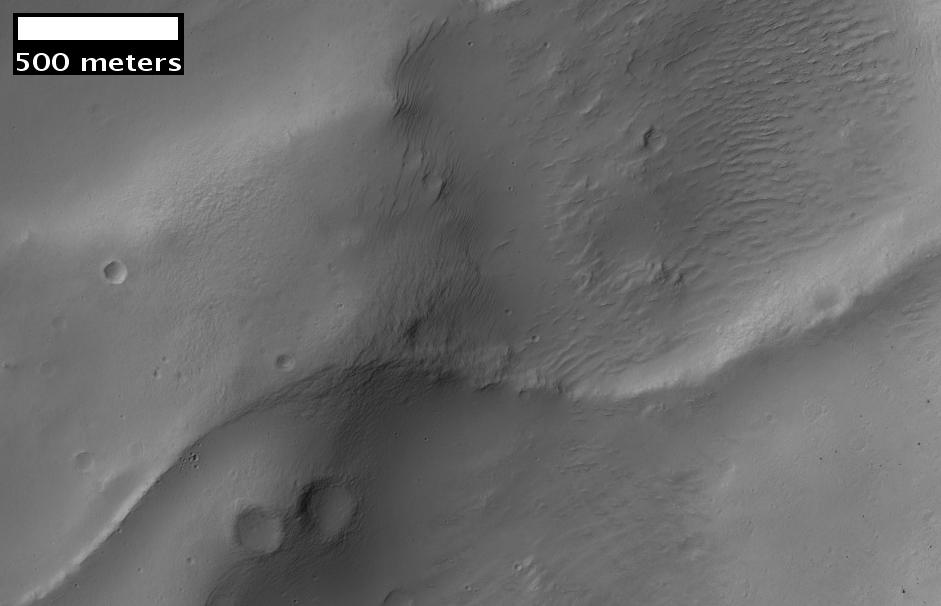
這張彎曲山脊的影像可能是原始河道形成的倒轉地形。本影像由高解析度成像科學設備（HiRISE）的 HiWish 計畫拍攝。
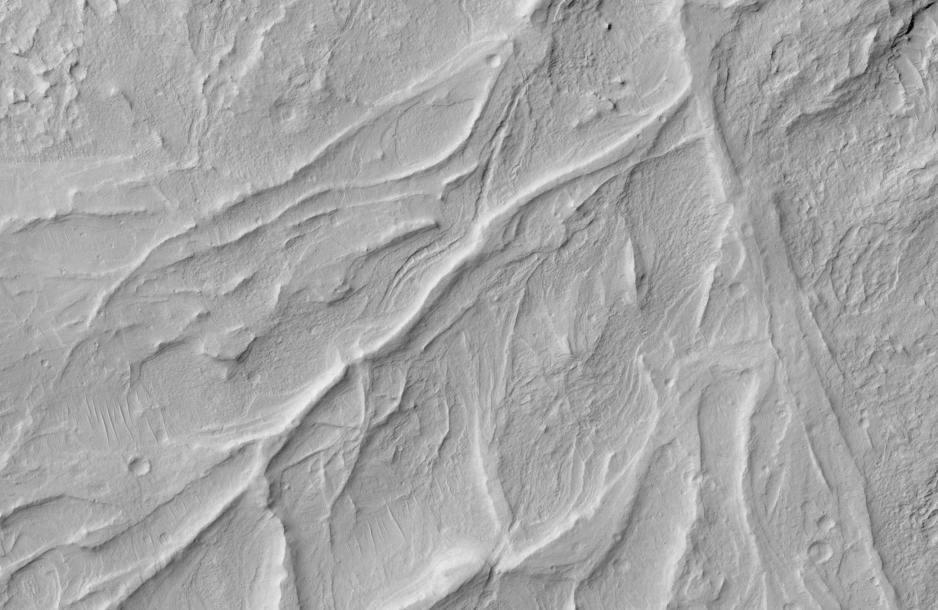
在梅杜莎槽溝層位置較低的部分上蜿蜒山脊，並且有扇形分支，由 HiRISE拍攝。光源來自西北方。

### 大三角区

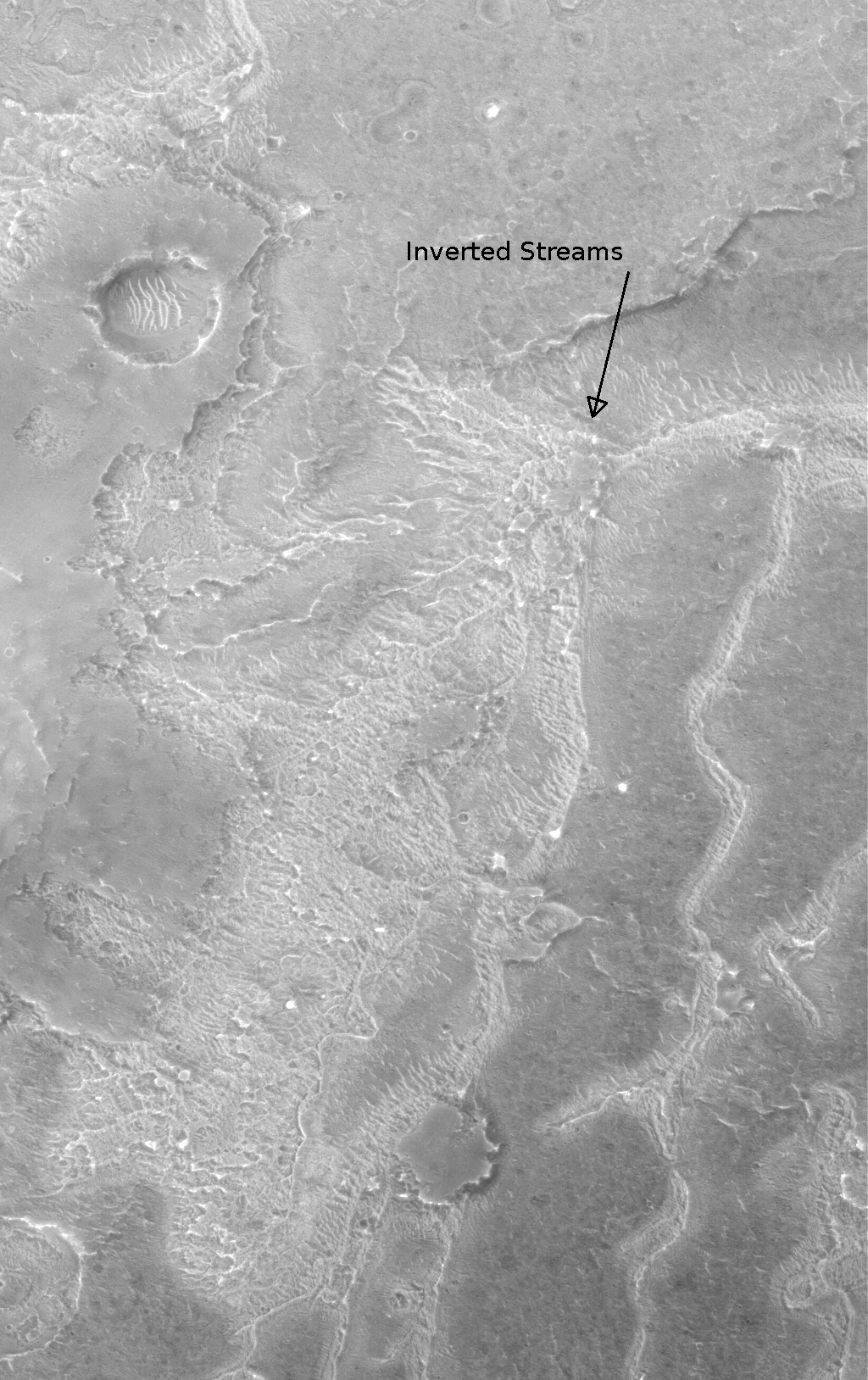
火星全球探勘者號拍攝的朱芬塔峽谷（Juventae Chasma）附近的倒轉地形。這些溪流在山脊的頂部發源，然後一起流動。
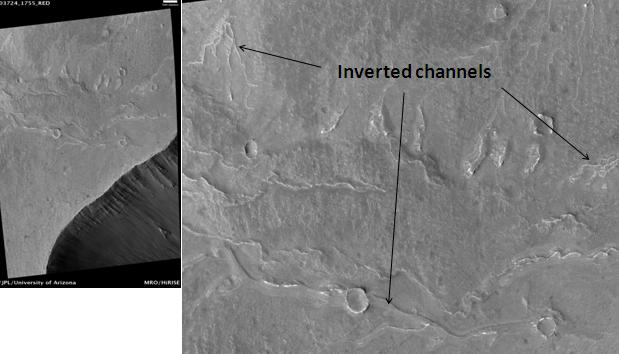
朱芬塔峽谷（Juventae Chasma）附近的倒轉河道，這些河道曾經是一般的河道。比例尺500公尺，由 HiRISE拍攝。位於科普剌塔斯区。
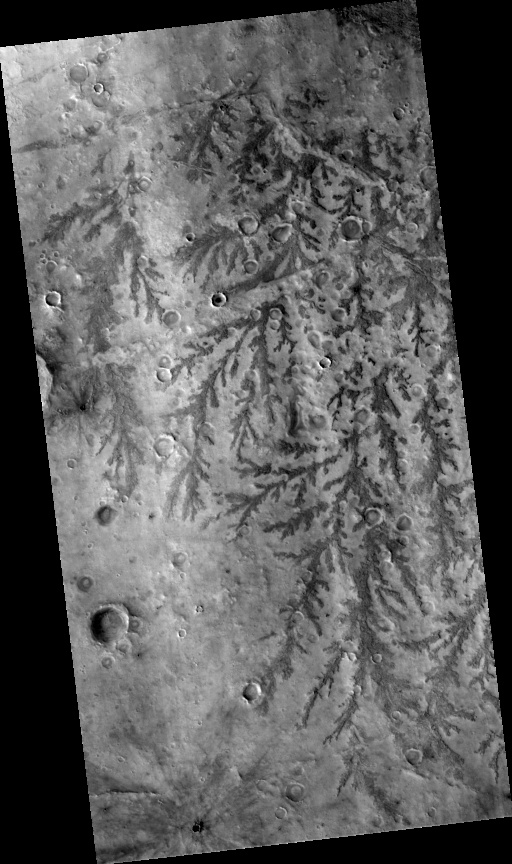
有許多支流的倒轉河道。
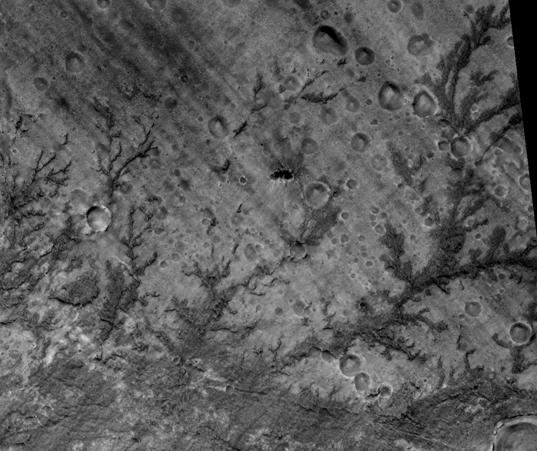
安東尼亞第撞擊坑內的倒轉河道。火星偵察軌道器的 HiRISE 拍攝。

### 珍珠湾区

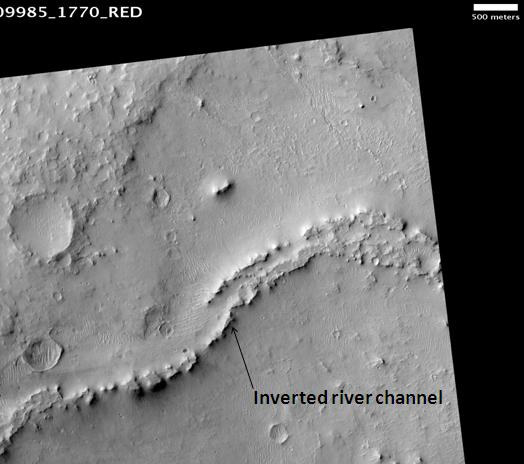
宮本撞擊坑內的倒轉河道，位於珍珠灣區。比例尺500公尺。光源來自西北方。

### 亚马孙区

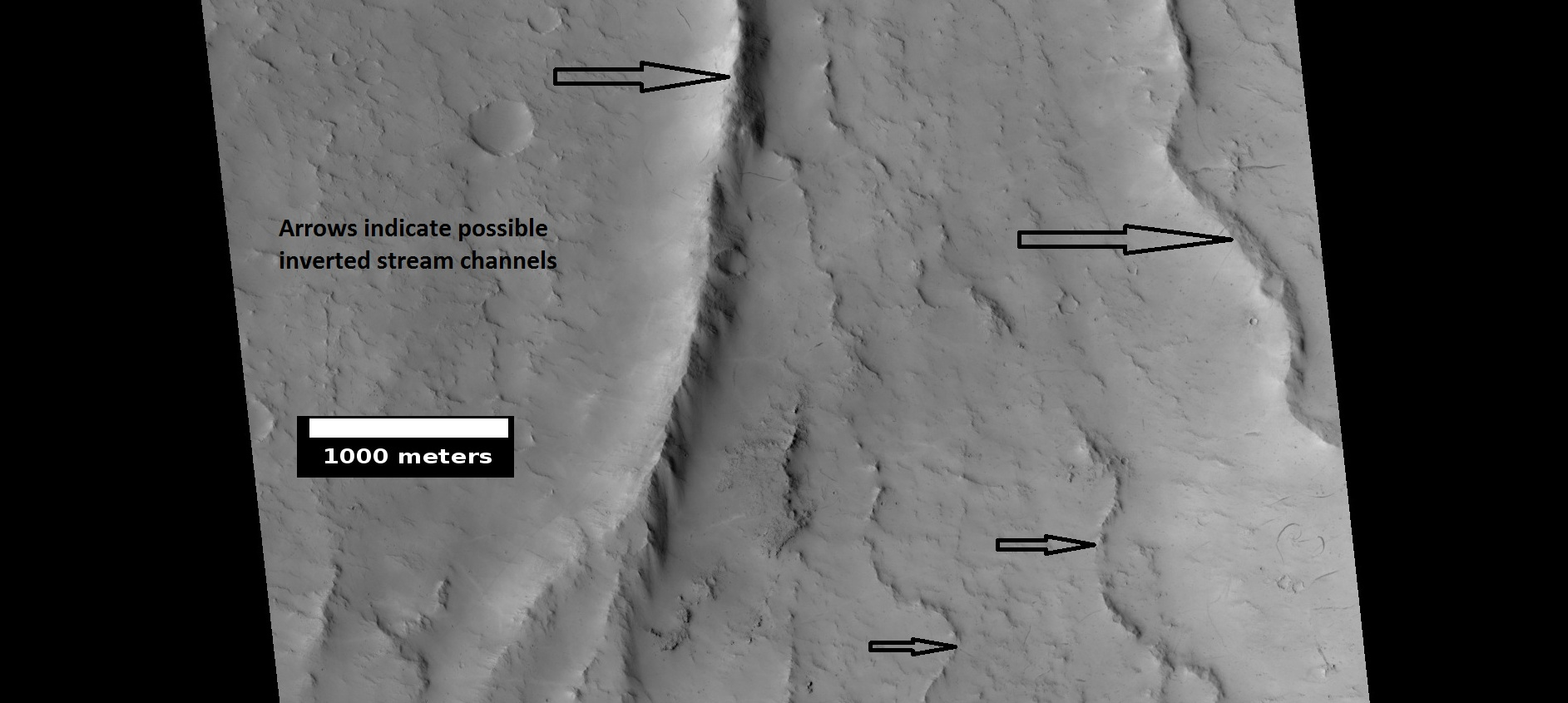
HiWish计划下高分辨率成像科学设备拍攝的可能的倒转河道。該山脊可能曾是河道，但已被沉积物填满並胶结，因此足以抵抗侵蚀，而周边的物质则都被侵蚀剥离。

## 外部連結
- Science Encyclopedia: Mountains - Inverted Topography （页面存档备份，存于）
- Everything2.com: Topographic Inversion （页面存档备份，存于）
- Space Images: Huo Hsing Vallis （页面存档备份，存于）
- Spaceref: NASA Mars Picture of the Day: Inverted channels[]
- NASA: Inverted Topography, Patagonia, Argentina （页面存档备份，存于）
- Utah Geological Survey: Inverted Topography in the St. George Area of Washington County （页面存档备份，存于）
- THE STANISLAUS TABLE MOUNTAIN: OBSERVATIONS OF A LAVA-CAPPED INVERTED PALEOCHANNEL FOR INTERPRETATION OF INVERTED PALEOCHANNELS ON MARS. （页面存档备份，存于）
- Wired. Inverted Martian Topography （页面存档备份，存于）